# Collection Sidarta
La collection Sidarta est une collection privée d'œuvres d'art en France. Commencée en 2018 par l'acquisition de Lotar II, un buste d'Alberto Giacometti, elle comprend des tableaux de Pierre Bonnard, Paul Cézanne, Jean-Baptiste Camille Corot, Eva Gonzalès, Henri Matisse, Claude Monet, Berthe Morisot, Auguste Renoir, Georges Seurat ou encore Édouard Vuillard. Elle fait l'objet d'une exposition au musée Bonnard du Cannet en 2025.

## Œuvres

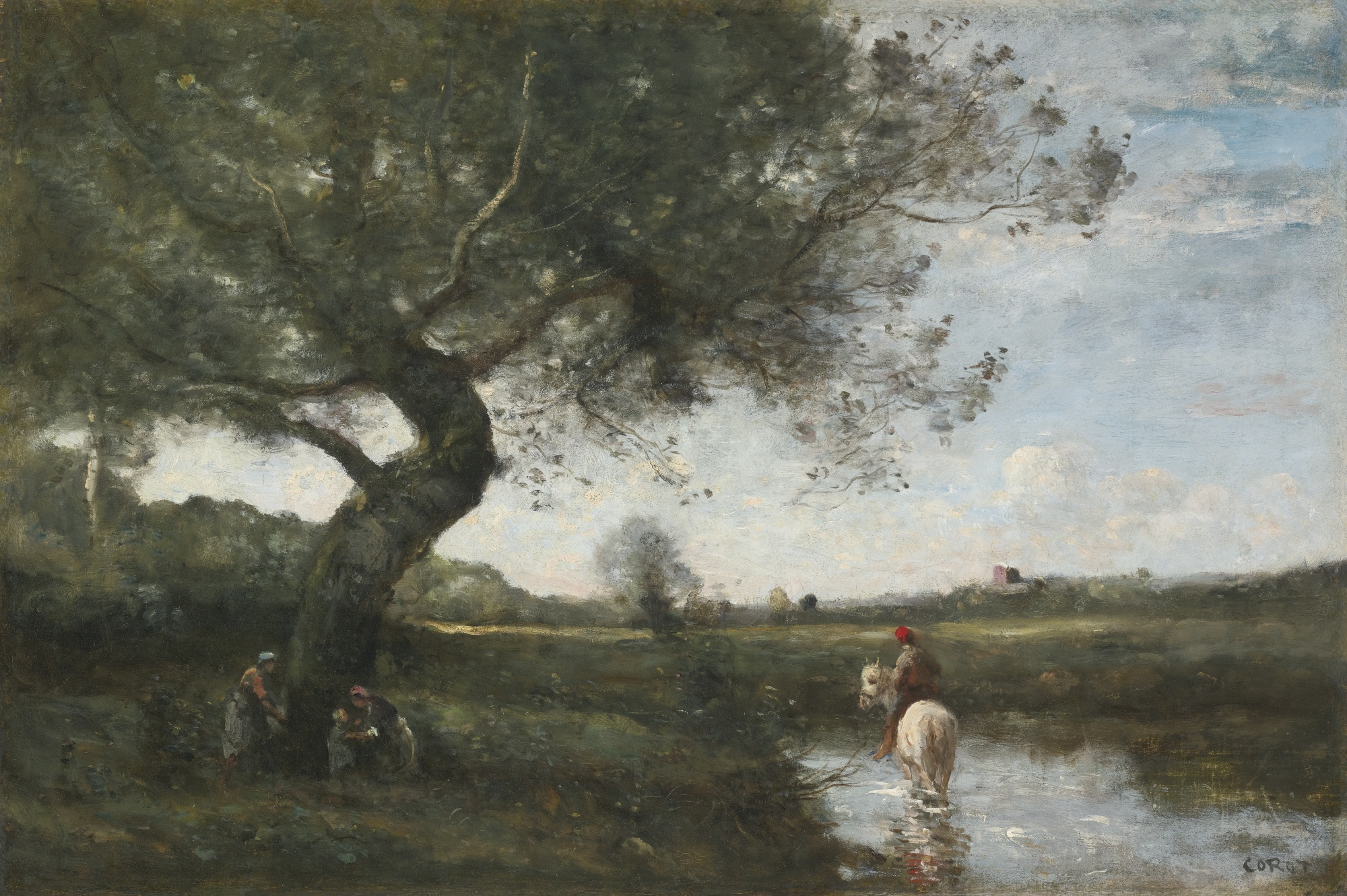
Jean-Baptiste Camille Corot, Le Ruisseau au cheval blanc, 1865.
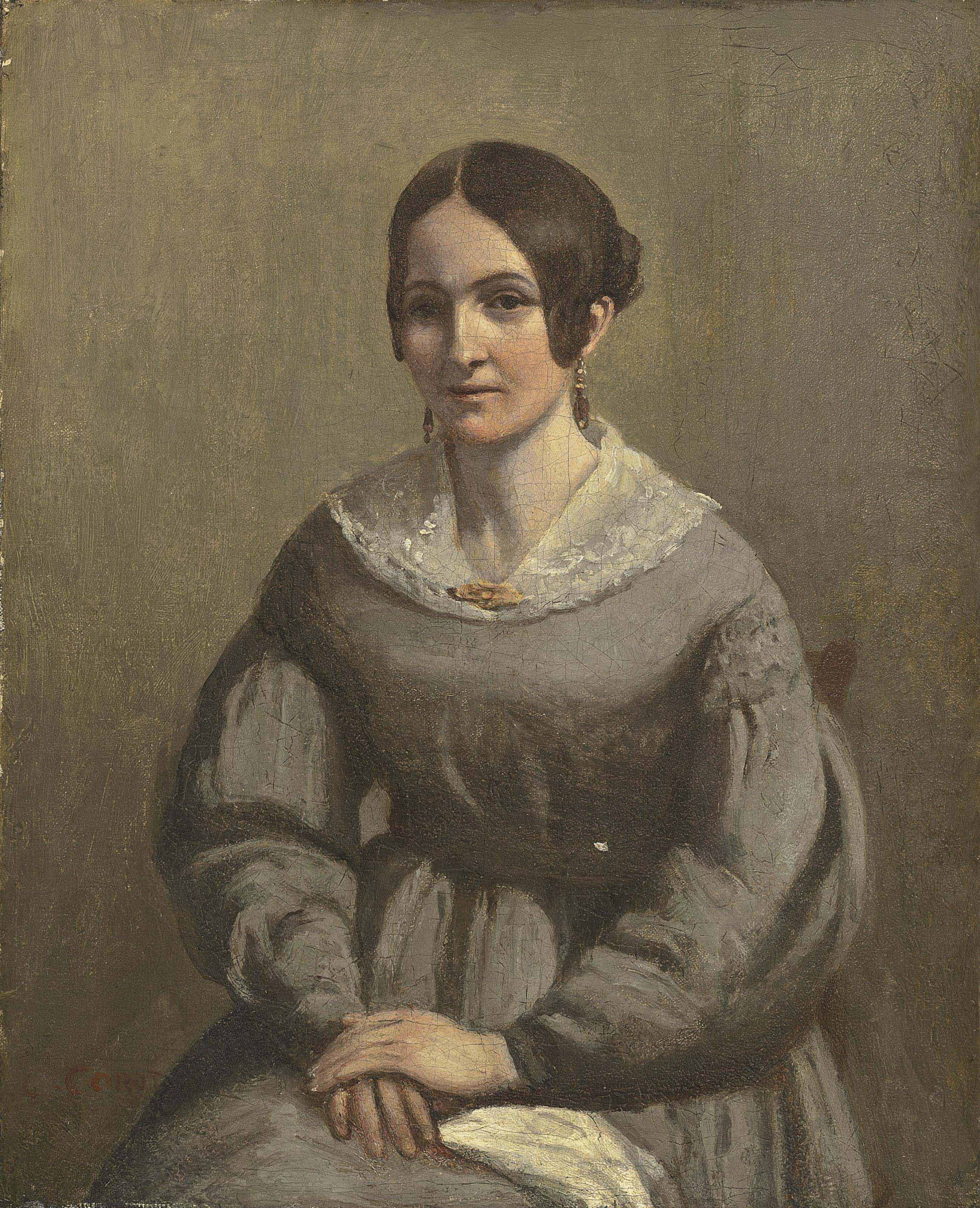
Jean-Baptiste Camille Corot, Portrait de jeune femme, vers 1870.
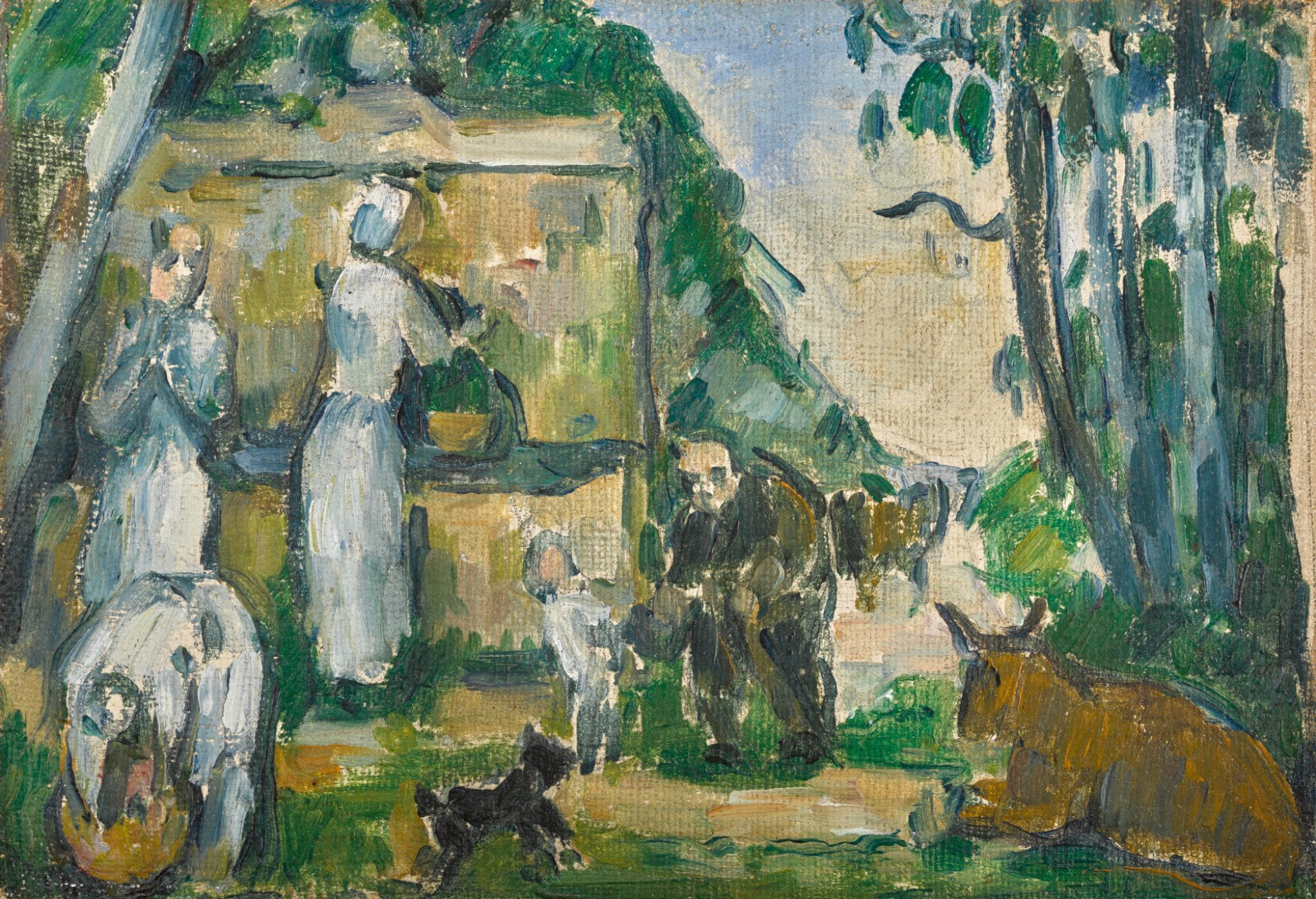
Paul Cézanne, La Fontaine, 1876-1877.
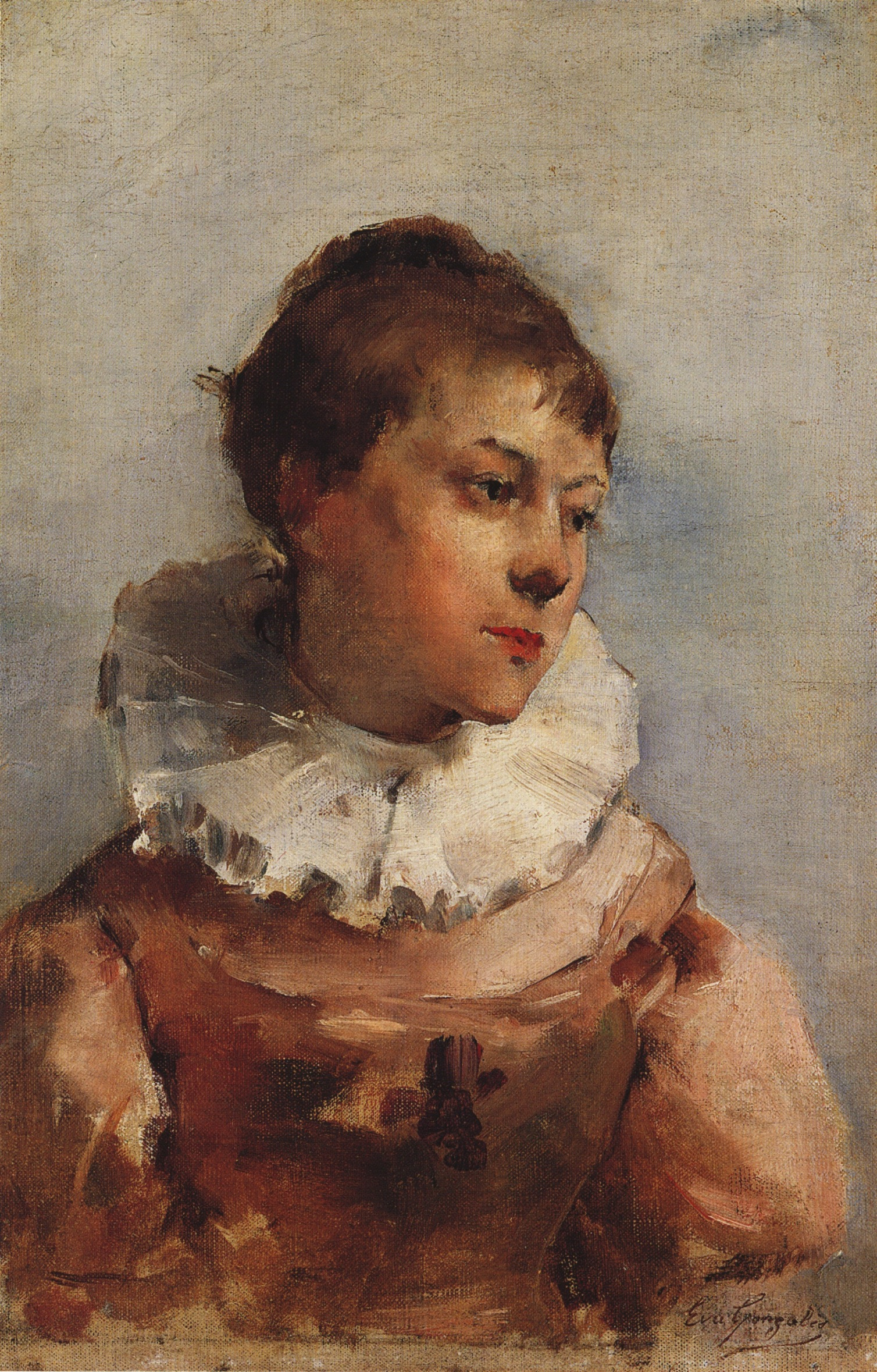
Eva Gonzalès, Portrait, vers 1879-1880.
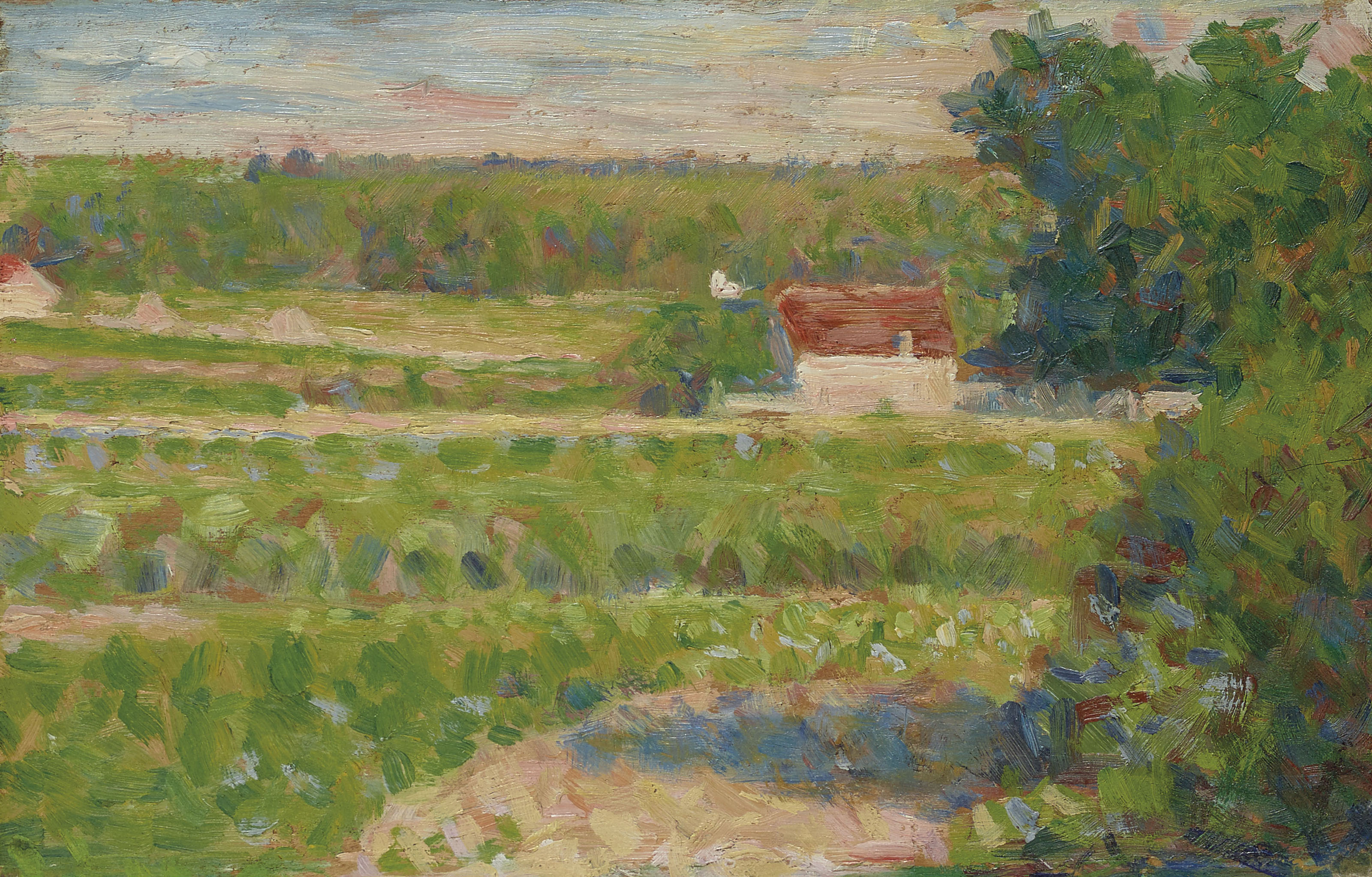
Georges Seurat, La Maison au toit rouge, 1883.
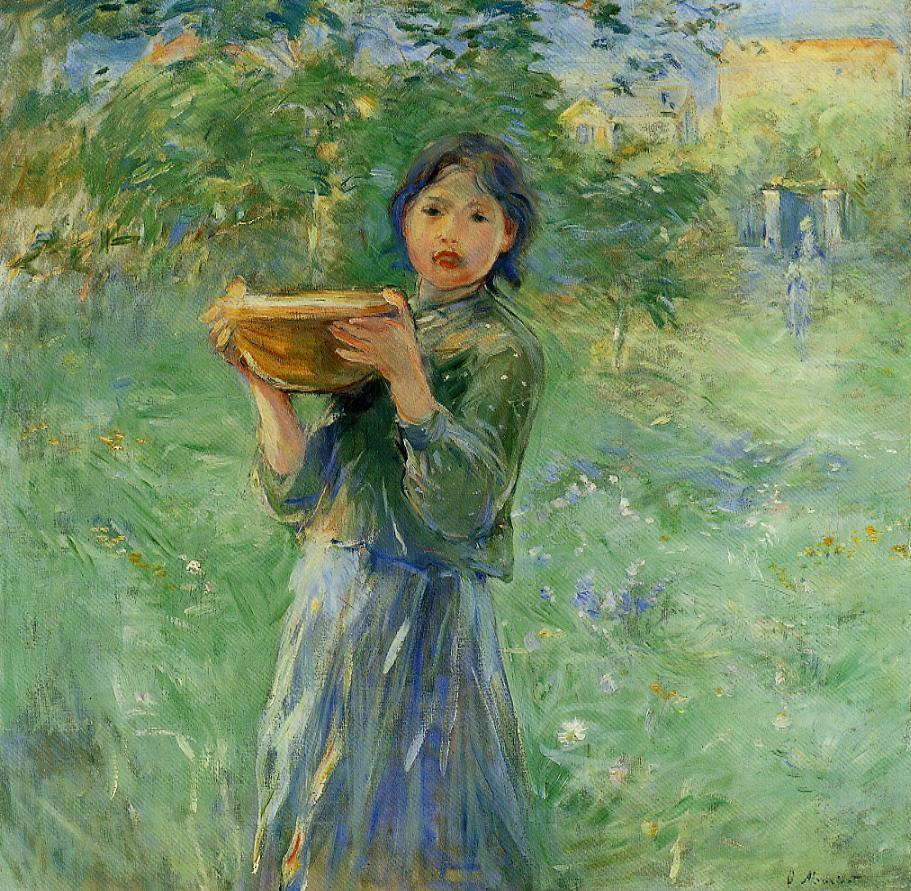
Berthe Morisot, La Jatte de lait, 1890.
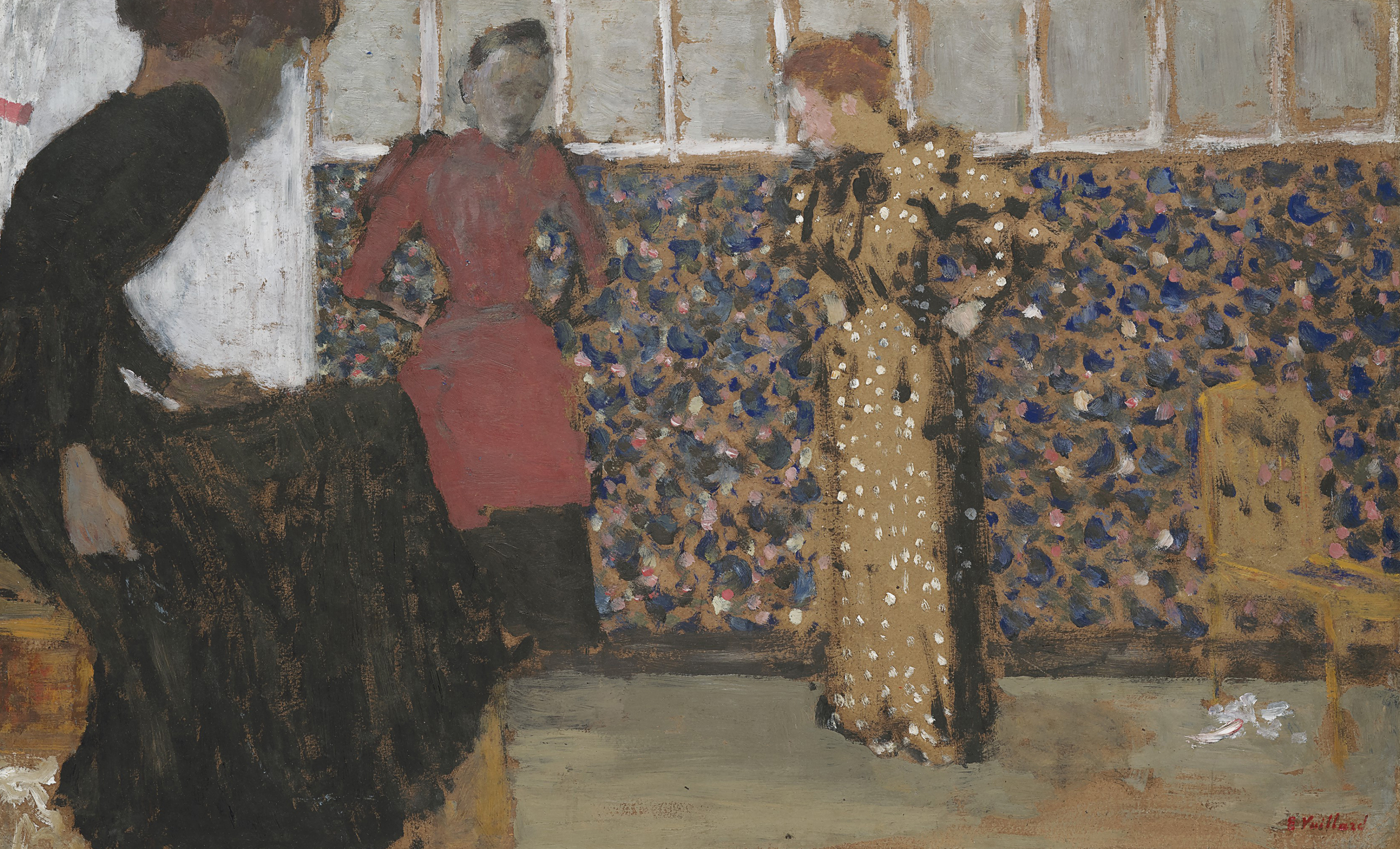
Édouard Vuillard, Intérieur, trois femmes en conversation, 1893.
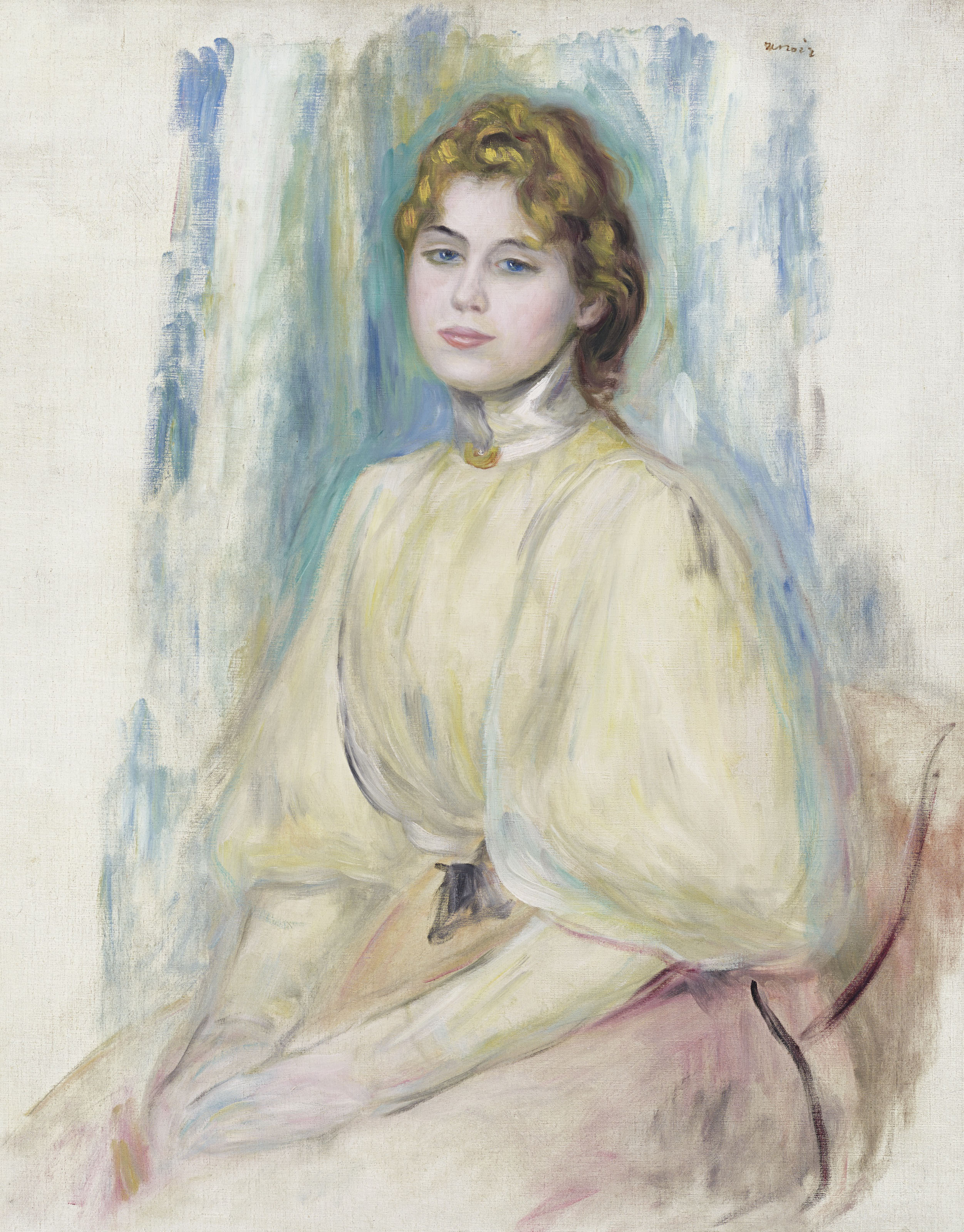
Auguste Renoir, Portrait de Mademoiselle Yvonne Lerolle, 1894.
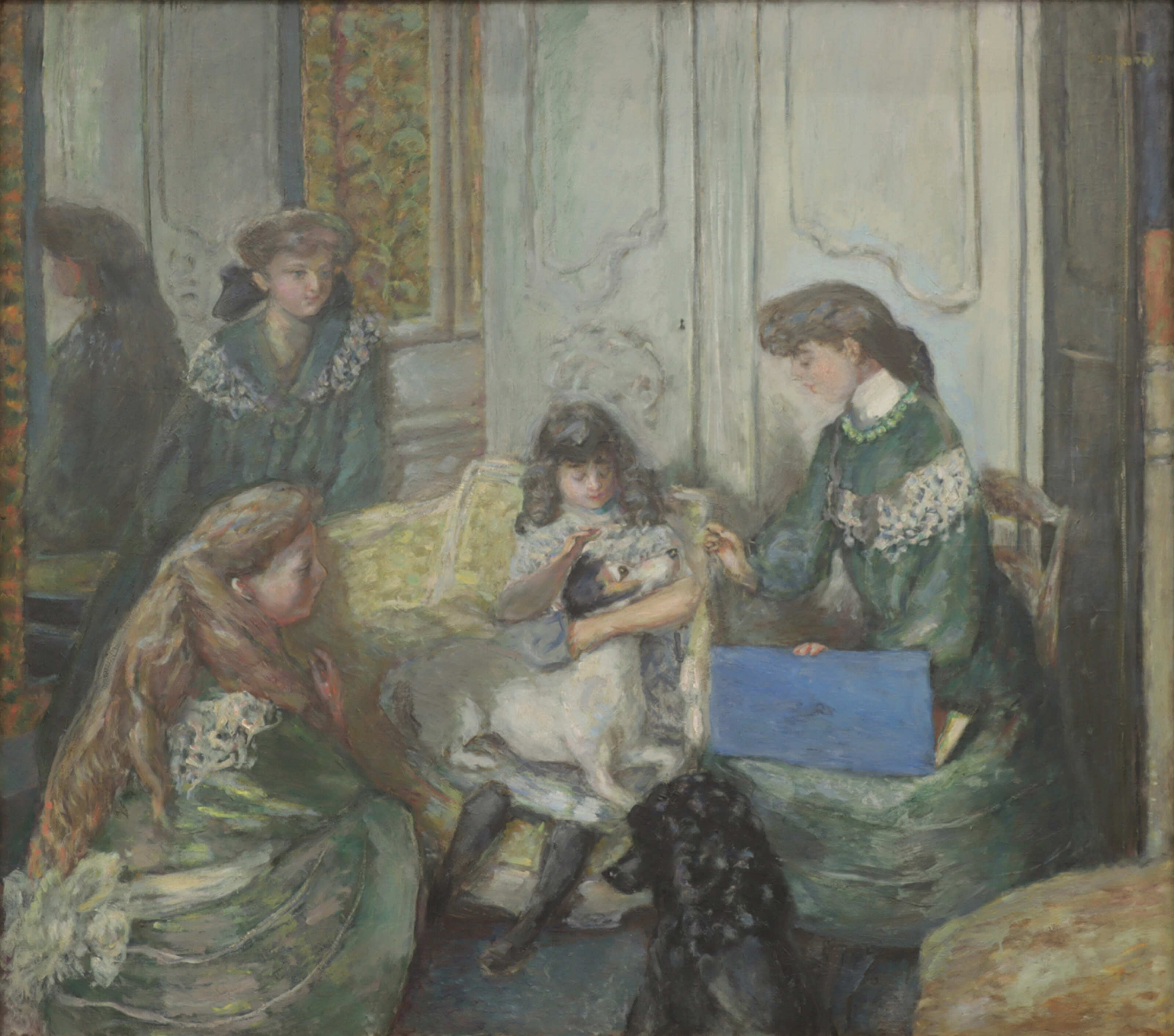
Pierre Bonnard, Jeunes Filles et chiens, 1910.
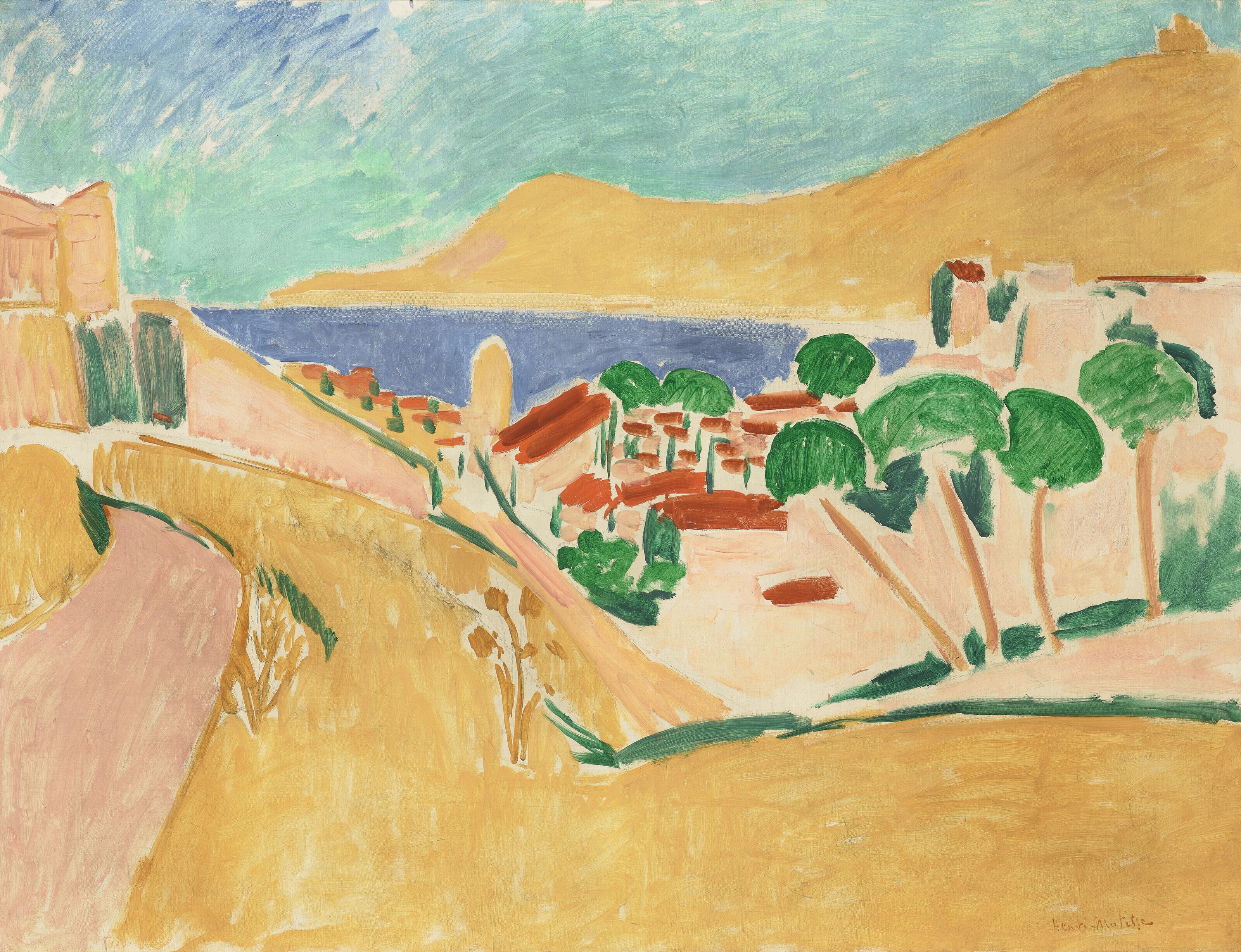
Henri Matisse, Collioure, 1911.
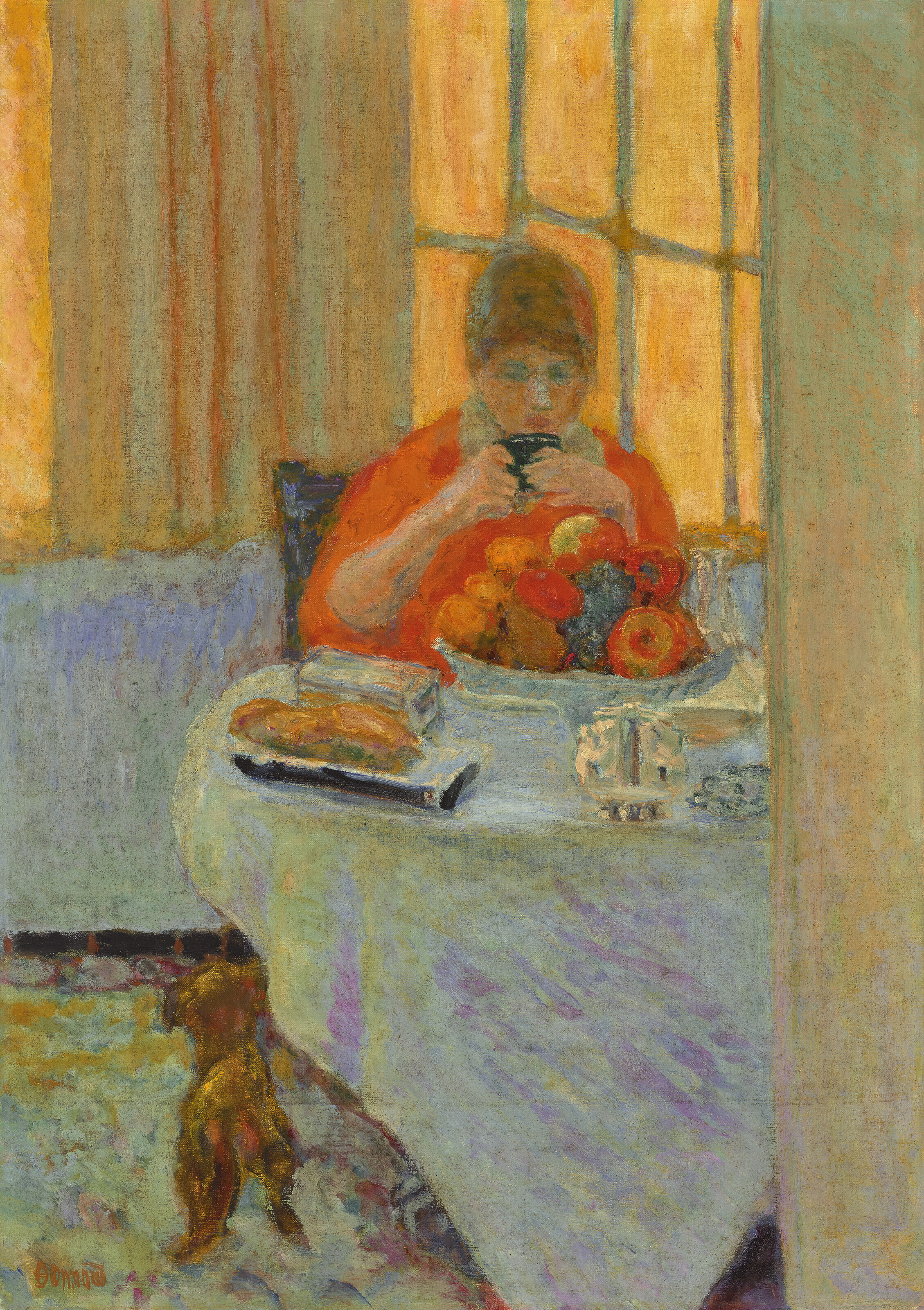
Pierre Bonnard, Le Petit Déjeuner, 1917.
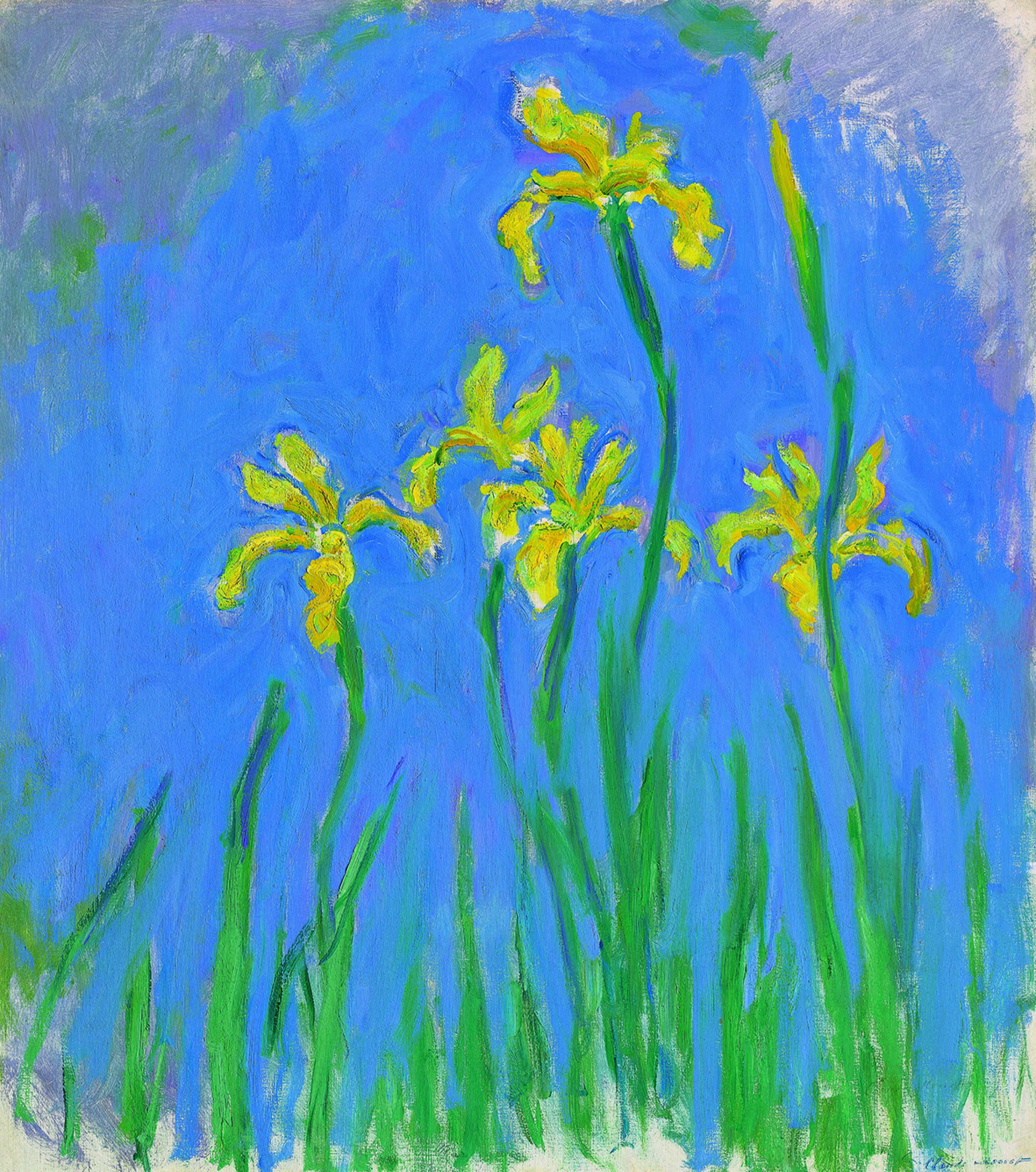
Claude Monet, Les Iris, vers 1924-1925.
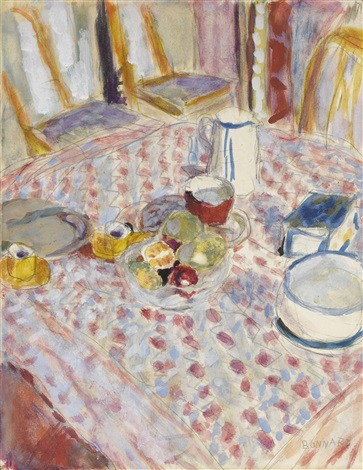
Pierre Bonnard, Nature morte sur une nappe à carreaux rouges, vers 1930-1935.